# William Forsythe (chorégraphe)
Pour les articles homonymes, voir William Forsythe et Forsythe.
William Forsythe, né le 30 décembre 1949 à Manhasset dans l'État de New York aux États-Unis est un danseur et chorégraphe américain.
Après avoir été de 1984 à 2004 le directeur du Ballet de Francfort, il est le directeur de The Forsythe Company de 2005 à 2015. Actuellement, il est le nouveau « chorégraphe associé » du ballet de l'Opéra national de Paris et professeur à l'université du Sud de la Californie,.
William Forsythe est l'un des plus grands chorégraphes contemporains,,.

## Biographie

### Débuts
Fils de publicitaire, passionné de rock, il étudie la danse classique et la danse jazz à l'université de Jacksonville (Floride) et entre au Joffrey Ballet de Chicago en 1971.

### Danseur et chorégraphe du ballet de Stuttgart
Engagé en 1973 au Ballet de Stuttgart, il est encouragé par le directeur John Cranko et signe sa première création en 1976 : Urlicht.

### Directeur de ballet de Francfort
Il prend la direction artistique du Ballet de Francfort en 1984 et compose la même année Artifact, une pièce qui impose sa marque. Il devient seul responsable de la compagnie en 1999, et la dirige jusqu'en 2005.

### Route en indépendant en tant que chorégraphe invité
Depuis lors, il poursuit sa route en indépendant, avec The Forsythe Company, en résidence à Francfort et à Hellerau. Il assure également la direction artistique du Festspielhaus Hellerau, festival d'art contemporain.
Considéré comme le chorégraphe « le plus Européen des Américains », Forsythe a à son actif une centaine de créations, dont plusieurs sont des commandes de compagnies internationales prestigieuses, à savoir Deutsche Oper Berlin, Opéra national de Paris, Nederlands Dans Theater, San Francisco Ballet, New York City Ballet.
Forsythe a produit et collaboré à de nombreuses installations, dont White Bouncy Castle (1997, en collaboration avec Dana Caspersen et Joel Ryan), City of Abstracts (2000), Scattered Crowd (2002), airdrawing|whenever on on on nohow on (2004, en collaboration avec Peter Welz) et You made me a monster (2005).

## Style chorégraphique
Les chorégraphies de Forsythe s’appuient sur une reconsidération déconstructive du ballet classique, de ses possibilités, de son langage et de sa théâtralité tout en gardant une approche de style néoclassique. Durant deux décennies, il travaille et développe avec sa compagnie l’improvisation au sein de ses créations, notamment par l'utilisation des techniques de danse contact. Ses compositions sont toujours le fruit d’une composition, engageant les artistes de sa compagnie à s’investir le plus possible. Il investit les conventions performatives en utilisant l’art contemporain, visuel, architectural, et les multimédia interactifs.

## Œuvres principales
- 1976 : Urlicht
- 1983 : France/Dance
- 1984 : Il était une fois en Amérique
- 1984 : Artifact (pour le ballet de Francfort)
- 1987 : In the Middle, Somewhat Elevated
- 1988 : Impressing the Czar
- 1990 : Limb's Theorem
- 1991 : Loss of Small Detail
- 1991 : Second Detail
- 1993 : Quintett
- 1995 : Of Any If And
- 1996 : Duo
- 1996 : The Vertiginous Thrill of Exactitude
- 1998 : Workwithinwork
- 1999 : Three Atmospheric Works (Voir un extrait sur TV5)
- 2000 : One Flat Thing Reproduced
- 2004 : Artifact Suite (pour le Scottish Ballet)
- 2005 : You Made Me a Monster (Voir un extrait sur TV5)
- 2006 : Studies
- 2006 : Approximate Sonata
- 2009 : I Don't Believe in Outer Space
- 2011 : Impressing the Czar
- 2011 : Sider
- 2016 : Blake works I (musique du compositeur britannique James Blake)

## Distinctions
- Bessie Awards (1988, 1999, 2004, 2007)
- Laurence Olivier Awards (1992, 1999),
- Commandeur de l'ordre des Arts et des Lettres (1999)
- Membre de l'Académie des arts de Berlin (2005)[7]
- Prix du meilleur spectacle étranger du Syndicat de la critique[8] (2004)
- Prix SACD de la danse (2007)
- Grand prix de la SACD (2016)
- Prix du syndicat de la critique 2019 : Prix de la personnalité chorégraphique de l'année